# Barbara Tadros
Barbara Tadros, z d. Borowska, primo voto Bełdzińska, secundo voto Chmielnicka (ur. 28 listopada 1952 w Łodzi) – polska siatkarka, mistrzyni i reprezentantka Polski.

## Kariera sportowa
Była związana z klubami łódzkimi - AZS Łódź, Widzewem, ŁKS Łódź i Startem. Z ŁKS (występującym jako reprezentacja Łodzi) zwyciężyła w 1969 w Spartakiadzie Młodzieży, a w 1971 wywalczyła awans do I ligi. Ze Startem wywalczyła mistrzostwo Polski w 1973 i 1977, wicemistrzostwo Polski w 1978 i 1980, brązowe medale mistrzostw Polski w 1976 i 1979, a także Puchar Polski w 1972 i 1974. W latach 1981–1993 grała w klubach niemieckich: VC Schwerte, VC Wiesbaden, TV Vilsbiburg, TuS Stuttgart i USC Freiburg. W tym ostatnim klubie pracowała także jako trener. Następnie trenowała klub SSC Freisen.
Z reprezentacją Polski juniorek zdobyła brązowy medal mistrzostw Europy w 1971. W reprezentacji Polski seniorek debiutowała 24 listopada 1975 w towarzyskim spotkaniu z CSKA Moskwa, wystąpiła także w nieudanych kwalifikacjach do Igrzysk Olimpijskich w Montrealu (1976), a następnie na mistrzostwach Europy w 1977 (4. miejsce) i mistrzostwach świata w 1978 (11. miejsce). Ostatni raz w reprezentacji wystąpiła 10 maja 1981 w meczu eliminacji mistrzostw Europy ze Szwajcarią. Łącznie w biało-czerwonych barwach wystąpiła w 91 spotkaniach.